# Alexandr Ivanov (zápasník)
Alexandr Nikolajevič Ivanov (rusky Александр Николаевич Иванов; 10. ledna 1951) byl sovětský zápasník, volnostylař. V roce 1976 na hrách v Montréalu vybojoval v kategorii do 52 kg stříbrnou medaili. V roce 1978 vybojoval stříbro na mistrovství Evropy a v roce 1977 bronz na Světovém poháru. V roce 1974 a 1976 vybojoval titul mistra SSSR. Po ukončení reprezentační kariéry se věnoval trenérské práci. V roce 1993 zvítězil na mistrovství světa veteránů.